# Duyên Tín
Duyên Tín (chữ Hán: 延信; 1673 - 1728), Ái Tân Giác La, là một Tông thất của nhà Thanh trong lịch sử Trung Quốc.

## Cuộc đời
Duyên Tín được sinh ra vào giờ Dần, ngày 8 tháng 7 (âm lịch) năm Khang Hi thứ 12 (1673), trong gia tộc Ái Tân Giác La. Ông là con trai thứ ba của Ôn Lương Quận vương Mãnh Nga, mẹ là Thứ Phúc tấn Cao thị (高氏). Tháng giêng năm Khang Hi thứ 26 (1687), thông qua khảo phong, ông được phong tước Phụng quốc Tướng quân (奉國將軍). Đến tháng 12 năm thứ 37 (1698), ông nhậm chức Nhị đẳng Thị vệ. Năm thứ 38 (1699), tháng 6, thụ Phó Đô thống. Đến năm thứ 39 (1700), tháng 3, thăng làm Đô thống (都統), thụ Hỏa Khí doanh đại thần (火器營大臣), quản lý Hộ quân Thống lĩnh sự vụ. Năm thứ 40 (1701), tháng 10, cho phép thảo luận chính sự, thụ Mãn Châu Đô thống. Đến năm thứ 45 (1706), tháng 10, vì bị bệnh nên ông xin từ chức Đô thống. Năm thứ 52 (1713), tháng 4, phục nhậm Mãn Châu Đô thống, tùy chinh Tây Ninh.
Năm thứ 57 (1718), ông theo Phủ Viễn Đại Tướng quân Doãn Đề suất quân thảo phạt Sách Vọng A Lạp Bố Thản (策妄阿喇布坦), đóng quân ở Tây Ninh. Năm thứ 59 (1720), ông thụ chức Bình Nghịch Tướng quân (平逆將軍), cùng với Định Tây Tướng quân Cát Nhĩ Bật (噶尔弼), Nhạc Chung Kỳ tiên phong suất quân đi từ Thanh Hải đến Tây Tạng để thảo phạt Sách Vọng A Lạp Bố Thản. Sau khi bình định Tây Tạng, triều đình hạ chỉ: "Bình Nghịch Tướng quân Duyên Tín lãnh Mãn Châu, Mông Cổ, lục kỳ các quân, kinh từ xưa chưa tích chi đạo, yên chướng ác khê, vết chân hiếm thấy. Thân lâm nơi xa xôi, tiêm di đồ tồi, dũng lược nhưng gia! Phong Phụ quốc công." (平逆將軍延信領滿洲、蒙古、綠旗各軍，經自古未辟之道，煙瘴惡溪，人跡罕見。身臨絕域，殲夷醜類，勇略可嘉！封輔國公).
Năm thứ 60 (1721), tháng 6, vì đạt được quân công nên ông được tấn phong tước Bất nhập Bát phân Phụ quốc công (不入八分輔國公). Năm thứ 61 (1722), tháng 11, thay quyền Tĩnh Viễn Đại Tướng quân (靖遠大將軍). Năm Ung Chính nguyên niên (1723), tháng 2, cháu họ của ông là Quỹ Huệ bị cách tước, nên ông được tập tước Ôn Quận vương (温郡王) đời thứ 5, phong tước Bối tử, nhậm Tây An Tướng quân. Tháng 8 cùng năm, vì xử lý có công nên tấn phong Bối lặc. Năm thứ 5 (1727), Ung Chính Đế hạ chỉ ông cùng với Doãn Tự kết bè đảng, lại bí mật kết giao với Doãn Đề, thiên vị Niên Canh Nghiêu, tham nhũng quốc khố 10 vạn lượng, do đó bị cách hết chức tước, lệnh cho các Thân vương Đại thần ấn pháp xử phạt. Không những vậy, ông còn tỏ thái độ khinh võng, phụ ân triều đình, muốn kết nhân tâm, tham lam loạn chính, binh cơ sai lầm, tất cả 20 tội, đáng lẽ bị xử tử, nhưng Ung Chính Đế hạ lệnh phế truất tư cách Tông thất và giam cầm ông đến chết, con cháu cũng bị liên lụy mà bị biếm làm Thứ dân.
Năm thứ 6 (1728), ngày 3 tháng 6 (âm lịch), giờ Dần, ông qua đời, thọ 58 tuổi. Năm Càn Long nguyên niên (1736), tháng 3, vì niệm tình công lao của ông nên Càn Long Đế phục tịch tư cách Tông thất cho con cháu ông, giáng làm Hồng đái tử, phụ nhập vào cuối Ngọc điệp.

## Gia quyến

### Thê thiếp
- Đích Phu nhân: Nạp Lan thị (納喇氏), con gái của Đầu đẳng Thị vệ Thường Minh (常明).
- Thứ thiếp: Kim thị (金氏), con gái của Kim Đức Minh (金德明).

### Con trai
1. A Lý Nạp (阿里納; 1703 - 1728), mẹ là Đích Phu nhân Nạp Lan thị. Có 1 con trai.
2. Khôi Cử (魁舉; 1707 - 1742), mẹ là Thứ thiếp Kim thị. Có 1 con trai.
3. Khôi Trường (魁長; 1710 - 1767), mẹ là Đích Phu nhân Nạp Lan thị. Vô tự.